# Wereldkampioenschappen synchroonzwemmen 2024 – Gemengd duet technische routine
De vrije routine voor duetten tijdens de wereldkampioenschappen synchroonzwemmen 2024 vond plaats op 3 en 4 februari 2024 in de Aspire Dome in Doha.

## Uitslag
| Rang   | Land                                     | Naam       | Voorronde | Voorronde | Finale        | Finale        |
| Rang   | Land                                     | Naam       | Punten    | Rang      | Punten        | Rang          |
| ------ | ---------------------------------------- | ---------- | --------- | --------- | ------------- | ------------- |
| Goud   | Nargiza Bolatova Eduard Kim              | Kazachstan | 233,3217  | 4         | 228,0050      | 1             |
| Zilver | Cheng Wentao Shi Haoyu                   | China      | 250,5150  | 1         | 223,3166      | 2             |
| Brons  | Miranda Barrera Diego Villalobos         | Mexico     | 217,6450  | 5         | 217,5192      | 3             |
| 4      | Dennis González Mireia Hernández         | Spanje     | 237,6200  | 3         | 214,4833      | 4             |
| 5      | Nicolás Campos Theodora Garrido          | Chili      | 217,3200  | 6         | 214,2950      | 5             |
| 6      | Giorgio Minisini Susanna Pedotti         | Italië     | 248,8633  | 2         | 204,3316      | 6             |
| 7      | Sandra Freund David Martinez             | Zweden     | 199,0434  | 8         | 199,9283      | 7             |
| 8      | Jennifer Cerquera Gustavo Sánchez        | Colombia   | 214,9517  | 7         | 197,3592      | 8             |
| 9      | Bernardo Santos Anna Giulia Veloso       | Brazilië   | 196,6817  | 9         | 196,6433      | 9             |
| 10     | Jelena Kontić Ivan Martinović            | Servië     | 187,8333  | 10        | 186,0100      | 10            |
| 11     | Kantinan Adisaisiributr Voranan Toomchay | Thailand   | 187,0349  | 11        | 183,6733      | 11            |
| 12     | Hristina Cherkezova Dimitar Isaev        | Bulgarije  | 151,0600  | 12        | 155,3433      | 12            |
| 13     | Andy Ávila Carelys Valdés                | Cuba       | 146,6900  | 13        | Uitgeschakeld | Uitgeschakeld |